# Bočiar
Bočiar (hongrois : Bocsárd) est un village de Slovaquie situé dans la région de Košice.

## Histoire
Première mention écrite du village en 1249.
La localité fut annexée par la Hongrie après le premier arbitrage de Vienne le 2 novembre 1938. En 1938, on comptait 174 habitants. Elle faisait partie du district de Košice, en hongrois Kassai járás. Le nom de la localité avant la Seconde Guerre mondiale était Bočar. Durant la période 1938 -1945, le nom hongrois Bocsárd était d'usage. À la libération, la commune a été réintégrée dans la Tchécoslovaquie reconstituée.

## Démographie

### Évolution de la population
| Année:               | 1994. | 2004.   | 2014.    | 2024.   |
| -------------------- | ----- | ------- | -------- | ------- |
| Nombre de personnes: | 213   | 221     | 251      | 242     |
| Différence:          |       | +3,75 % | +13,57 % | -3,58 % |

| Année:               | 2023. | 2024.   |
| -------------------- | ----- | ------- |
| Nombre de personnes: | 244   | 242     |
| Différence:          |       | -0,81 % |